# 過密
過密（かみつ）とは、大都市に人口や都市機能が過剰に集まる現象を言う。対義語は過疎。
また、人口や都市機能が増大して過密の状態になりつつある状態、或いは過密が更に昂進する状態を過密化と言う。

## 解説
一般に、過密現象は首都に現れることが多い。官庁群を中心として、その周りにオフィスが群を造って過密現象が起こることもあり、東京都区部（旧東京市）やソウル特別市はこの典型となっている。
しかし、「政治の中枢」と「経済の中枢」を分離する国家であっても、「政治の中枢」と「経済の中枢」のいずれにも過密現象が起こることは珍しくない。
人口過密は大都市への人口・産業の集中に伴って起こる。開発途上国においても、特に新興工業国においてこのような現象が見られるが、これに加え、貧民が都市に集中し、スラム街を形成することもある。
経済協力開発機構（OECD）は「人口700万人までは富裕を意味するが、それ以上では大都市圏の規模と所得は負の相関関係になる」と報告している。

## 主な問題点
過密から発生する問題としては、以下のような点が挙げられる。
1. 経済や文化の一極集中で、小都市や村落が衰えたり没個性化したりする。
2. 自然災害が発生した時、都市機能の麻痺が広範囲に及ぶ（例：帰宅困難者問題）。
3. 人が多いので、トラブルが起きやすくなり、犯罪が増加する。
4. 住宅の絶対数が不足する可能性もあり、その場合、ホームレスが発生する可能性もある。貧民が集中した場合には、スラム街を形成することもある。
5. 人口に見合った産業がない場合、失業が増加する。
6. 道路渋滞・鉄道混雑などが日常化し、移動時間が長大化する。
7. 大気汚染・水質汚染などの環境問題を引き起こす。
8. 大衆意識がより強く働くこともある。

## 対策
人口過密は面積を基準とした人口過多である。このため、過密を解消するには面積を拡大するか人口を減らすしかない。
高層化は建設技術発達により可能になった人口過密解消法である。アメリカの大都市では、ニューヨーク市などで住宅高層化が進み過密が解消されているが、道路交通網などは高層化が困難なためここで過密問題が起きている。結局、住宅やオフィスなど、都市機能の一部において過密を解消してもボトルネックにおける過密問が残る。
人口過密を緩和させる具体的な対策には次のようなものがある。
徴税
人口過密地域に入る際に、税金を徴収する方法。いわゆる関所税である。ただし、地域内の産業を衰退させる可能性がある。ロンドンなどでは、都心への車の乗入れに料金が必要となる。
拡散
地域を外部に拡大し、人口を拡散させる方法。具体的には、多摩ニュータウンなど職住近接型のニュータウンを開発する、などである。ただし、隣接地域の人口密度が高い場合適用できない。人口だけを郊外に拡散させて産業の拡散が伴わない場合、交通渋滞や鉄道混雑をさらに悪化させることもある。
法令による強制力を加える手法もある。第二次世界大戦後の1947年（昭和22年）12月22日、都市部の人口集中問題を解消させるため都会地転入抑制法が施行。1都13市への転入が禁止されたが実効性に乏しく翌年末に迎えた時限立法の期限をもって廃止された。
また、中心部の産業を衰退させ、市街地の空洞化・治安の悪化を引き起こすこともある。特にアメリカ合衆国の大都市で多く見られ、「ドーナツ化現象」「インナーシティ問題」などと呼ばれる。
交通網の整備
田中角栄の「日本列島改造論」などで述べられている政策で、地方に新幹線や高速道路や空港の、いわゆる「公共事業三点セット」を完備し、首都には「工場追い出し税」などの政策を行うことにより、東京都区部から地方へ産業を追い出し、東京都区部の人口を逆流しようという政策。
但し、交通網の整備に偏重した政策をとり地方での産業振興を行わないと、大都市部に雇用が流出、ストロー現象によりかえって過密を促進し地方を衰退させてしまう。

## 日本
日本は山ばかりの狭い国土に約1億2000万人の人口を抱えており、人口密度は世界的にも非常に高い。これは日本の大部分が温帯湿潤気候に属し、コメの生育に適していること、国土の7割程度を山地が占めるため狭い平地への人口の偏在が著しいことなどといった地理的側面、集団就職やニュータウン造成など国策として進められた人為的側面の両方がある。
特に東京都区部（面積620km2、人口960万人）は、世界屈指の人口過密地域である（東京一極集中）。東京都の昼間人口は住民人口約1400万人に、越県通勤者・通学者約500万人が加わり、約1900万人にも上る。
東京都区部の外にも、大阪市など、日本の過密都市の大半は狭い平野に位置し、産業の多くが中心部に集中しているため、人口過密に陥ってしまっていることが多い。
人口の急増やモータリゼーションにインフラ整備が間に合わないまま乱開発が進んだため、交通渋滞や鉄道混雑が深刻な地域も多い。下水道の整備が進まないまま人口が増えた地域では、付近を流れる河川の水質汚染も深刻である。
また、日本の過密地域は、本州の太平洋沿岸や瀬戸内海沿岸に集中している。これは、太平洋沿岸に港がある方が貿易に便利で、東京湾から瀬戸内海にかけては、大規模な港を建設するに適する内湾が多いためである。東京都区部から名古屋市、大阪市、広島市を経て福岡市に至る沿岸の一帯は、太平洋ベルトと呼ばれる工業地帯となっている。
工業地帯の場合、港を中心として、それに隣接する工場やオフィスが発展し群集する。それに伴い、労働者の住宅や交通機関の群集が起こり、同時に商業娯楽施設の発展が起こる。これらの相乗効果によって、人口の増加が起こることが多い。労働者の住宅は、周辺の他の都市にまで及ぶ事が頻繁であり、これら住宅地を核として発展した都市は衛星都市やベッドタウンと呼ばれる。

## アメリカ合衆国
アメリカ合衆国の人口は約3億3000万人と日本の3倍近くに上るが、国土面積が広大であるため人口密度は低い。それに加え、計画的な都市開発の下に建造物は高層化され、繁華街の土地は有効に使われている。また、公園などのオープン・スペースも計画的に配置されている。広大な郊外には職住近接型のニュータウン開発が進められていることも多い。故に、日本のように狭い地域に多数の建造物や駅が立ち並び、狭い敷地に多数の人がいるという状態にはならないため、大都市部の人口密度も日本に比べ低い。
ただし、ニューヨーク、ロサンゼルス、アトランタなど、数千万の人口を抱える都市圏の中心部では過密化が起こっており、車社会であるために公共交通機関も日本ほど発達しておらず、交通渋滞が問題になっている。こうした都心部は、住宅面積を基準にすると高層化により過密を解消しているが、道路網などは住宅ほどに高層化が進んでいないため、過密は解消されていない。

## ヨーロッパ諸国
ヨーロッパ諸国は、農地の人口支持力がコメを主食とするアジアに比べ低いことから人口がそれほど多くない。最多の人口を抱えるドイツでも約8300万人と、日本の2/3ほどである。オランダなど日本より人口密度の高い国も存在するが、日本とは異なり平野部が広いために人口の偏在が少なく、また長い歴史の中で計画的に開発された都市が多いため、かなりの大都市でも人口過密に陥ることは少ない。
しかし2010年代以降になると、西ヨーロッパを中心に移民の流入が増加し、ベネルクス諸国やイギリスなどでは人口急増に伴う住宅不足が深刻化している。

### イギリス
特に、21世紀以降人口増加を続けているイギリスは、過密が社会問題化している国のひとつである。イングランドに限定すれば人口密度は日本より高く、特に首都ロンドンを中心とする南東部は、水供給能力において世界180地域中161位とされた。また人口増加に伴い、年間20万～30万の新築が必要とされているが不足がちであり、イギリスのホームレス人口は数十万人に達する。さらに医療整備も人口増加に追いついていないと指摘されており、スウェーデン、フランス、イタリア、スペインなどの大陸ヨーロッパ諸国や、日本、韓国など東アジアの先進国と比べると、イギリスの平均寿命は2～3年程度短く、先進国ではアメリカ合衆国に次ぐ短命国である。イギリスの人口統計も参照。
人口過密は環境にも影響を及ぼす。イギリスは国土に占める森林割合が1割強と世界の中でかなり低位であり元々植生・生態系に乏しいが、近年の人口増加が相まって「世界で最も自然が枯渇した国」のひとつに数えられた。

### 欧州連合
欧州連合（EU）では国境間の往来が自由に行われるため、特に21世紀以降、連合内で相対的に貧しい東欧諸国の若年層が、高賃金の仕事を求めてドイツ、北欧、イギリス（2020年に連合を離脱）などの西欧諸国に続々と移民する現象が起こっている。特にハンガリー、ブルガリア、バルト三国などは急速な過疎化に晒されている一方、ロンドン、ベネルクス諸国、ドイツ西部、イタリア北部にかけてのブルーバナナと呼ばれるヨーロッパ最富裕地域の都市部では対照的に人口が増加し、過密問題が起こっている。

## 開発途上国
開発途上国でも過密は起こる。ソウル特別市、上海市、バンコク都など、新興工業国の大都市では、先進国の都市同様に産業の発展に伴う人口集中が見られる。一方、メキシコシティなどでは、貧民が市内および周辺に大量に流入し、人口密度が非常に高いスラム街を形成している。
紛争地域においては、難民の大量流入によって人口過密に陥ることもあり最貧国に多い。